# 마리 로랑생

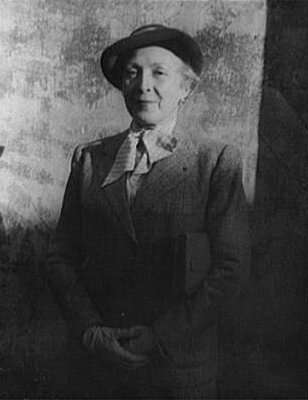

마리 로랑생(Marie Laurencin, 1883년 10월 31일 ~ 1956년 6월 8일)은 프랑스의 화가이자 판화 제작자이다.  그녀는 섹숑도르와 관련된 입체파의 일원으로서 파리 전위 예술의 중요한 인물이 되었다.

## 생애
파리에서 태어나 어머니 밑에서 자랐고 평생을 살았다. 18세에 그녀는 세브르에서 도자기화를 공부했다. 그 후 파리로 돌아와 아카데미 험베르에서 미술 교육을 계속하다가 그곳에서 유화로 초점을 바꿨다.
20세기 초반에 로랑생은 파리 아방가르드에서 중요한 인물이었다. 섹숑도르와 관련된 입체파의 일원이었다.그녀는 시인 기욤 아폴리네르 (Guillaume Apollinaire)와 연인 관계가 되었고 종종 그의 뮤즈로 알려졌다. 또한 로랑생은 미국의 추방자이자 레즈비언 작가인 내털리 클리퍼드 바니의 살롱과 중요한 관련이 있었다. 그녀는 남성과 여성과 관계를 가졌고 그녀의 예술은 그녀의 삶, 그녀의 "발레의 망령"과 "갈리아식 트위스트가 가미된 퀴어 팜므"라는 브랜드를 예술계에 제공하는 "아마존의 측면 안장"을 반영했다.
제1차 세계 대전 중에 결혼을 통해 자동으로 프랑스 시민권을 상실했기 때문에 독일 태생의 남편과 함께 스페인으로 망명하기 위해 프랑스를 떠났다. 그 부부는 뒤셀도르프에서 잠시 함께 살았다. 그녀는 예술적 창의성의 타의 추종을 불허하는 중심지인 프랑스 수도와의 분리에 큰 영향을 받았다. 1920년 그들이 이혼한 후 그녀는 파리로 돌아와 1930년대의 경제 불황까지 예술가로서 재정적 성공을 달성했다. 1930년대에 그녀는 사립 학교에서 미술 강사로 일했다. 그녀는 죽을 때까지 파리에서 살았다.

## 작품
작품에는 회화, 수채화, 드로잉 및 판화가 포함된다. 그녀는 여성 입체파 화가 중 한 명으로 알려져 있다.  그녀의 작품은 입체파 화가 파블로 피카소와 그녀의 절친한 친구인 조르주 브라크의 영향을 보여주지만, 그녀는 종종 여성과 동물 그룹의 표현을 중심으로 하는 추상화에 대한 독특한 접근 방식을 발전시켰다. 그녀의 작업은 파스텔 색상과 곡선 형태를 사용하여 특히 여성적인 미학을 추구하는 입체파 규범의 경계를 벗어난다. 원래 야수파의 영향을 받은 그녀는 입체파 화가들의 영향을 받아 형태를 단순화했다. 1910년부터 그녀의 팔레트는 주로 회색, 분홍색 및 파스텔 톤으로 구성되었다.
그녀의 독특한 스타일은 망명 후 1920년대에 파리로 돌아오면서 발전했다. 입체파에서 물려받은 차분한 색상과 기하학적 패턴은 밝은 톤과 물결 모양의 구성으로 대체되었다. 그녀의 시그니처 모티프는 버드나무와 같은 천상의 여성 인물과 매혹적인 세계를 불러일으키는 부드러운 파스텔 색상 팔레트로 표시된다.

## 메모
1. ↑  Phaidon Editors (2019). 《Great women artists》. Phaidon Press. 233쪽. ISBN 978-0714878775.
2. ↑  “Laurençin, Marie”. 《glbtq.com》. 2013년 9월 21일에 원본 문서에서 보존된 문서.
3. ↑  Pilcher, Alex (2017). 《A Queer Little History of Art》. London: Tate Publishing. 37쪽. ISBN 978-1-84976-503-9.
4. ↑  “Musée d'Orsay”.
5. ↑  “Marie Laurencin | Musée de l'Orangerie”. 《www.musee-orangerie.fr》. 2021년 7월 27일에 원본 문서에서 보존된 문서. 2020년 9월 27일에 확인함.
6. ↑  “Musée d'Orsay”.
7. ↑  “Marie Laurencin | Musée de l'Orangerie”. 《www.musee-orangerie.fr》. 2021년 7월 27일에 원본 문서에서 보존된 문서. 2020년 9월 27일에 확인함.